# 通用汽車電車陰謀
通用汽車電車陰謀（英語：General Motors streetcar conspiracy）是一項在美國相當流行的都市傳說之一，指稱在1930年代，通用汽車、泛世通輪胎及加州標準石油等企業聯合買下了一間叫全國城市幹線（National City Lines, NCL）的運輸公司，並透過NCL逐漸買下全美各主要城市的有軌電車然後拆除，以公共汽車取代，接著透過減班、停駛路線、只汰舊而不換新等策略逐漸消滅全美各地的大眾運輸系統，迫使民眾沒有其它選擇，只能選擇自己駕駛私人轎車及使用高速公路，並最終演變成今日美國公共運輸系統極端落後不發達的局面。

## 歷史

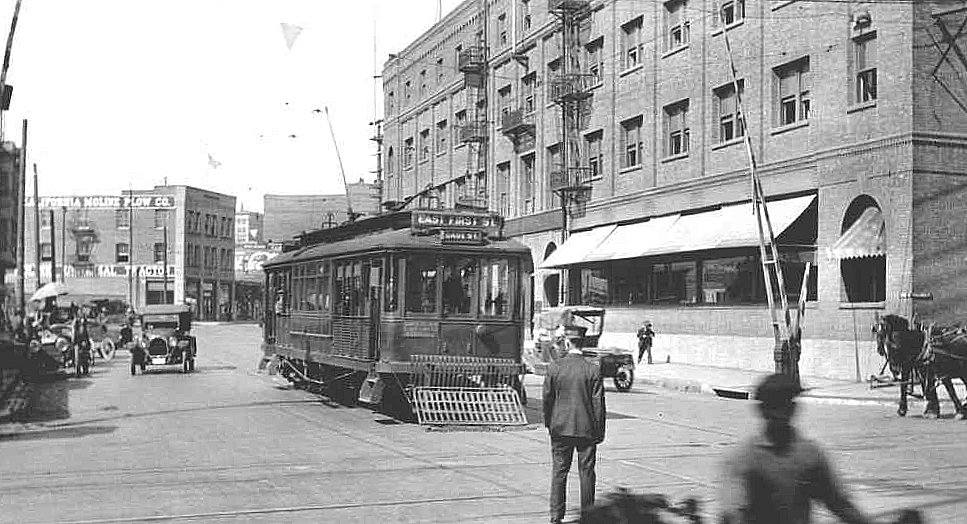
洛杉磯的有軌電車，1918年

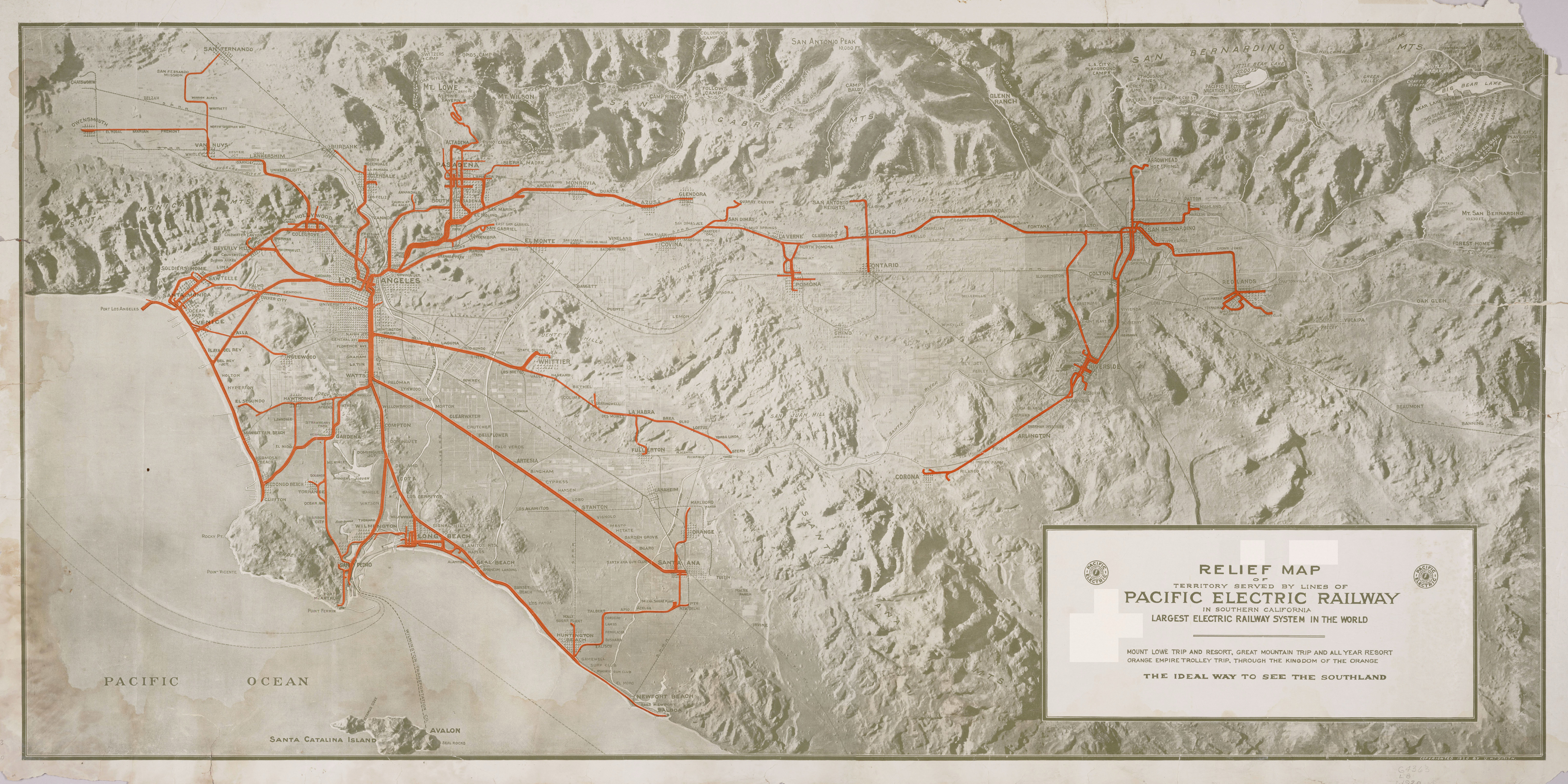
太平洋電鐵的營運路線，1920年

有軌街車最早是以馬匹拉動，而後隨著科技的進步逐漸改用電力。美國第一條有軌街車是1832年在紐約市開始行駛的第四大道線，從Bowery行駛到第四大道。1888年在弗吉尼亞州的里士满開始運行的電車系統是全美第一個大規模的有軌電車系統。到了1895年，全美已經有將近900條以及將近11,000英里（18,000公里）的軌道（從獸力）轉換成電力鐵路。
1920年代是有軌電車的全盛時期；當時每十個美國人中只有一人擁有汽車，大多數人仍依靠軌道運輸，主要是電車。當時美國各大小城市或多或少都有軌道交通系統，全美共有約1200個獨立的電車及城際軌道交通系統，44,000英里（7萬公里）的營運里程，年營運量達150億人次。其中服務大洛杉磯地區的太平洋電鐵（Pacific Electric Railway）曾經是當時世界上最大的電鐵系統，營運路線超過1,000英里（1,600公里），1924年營運最高峰時年乘客量達1億09百萬人次。
與此同時，通用汽車在1921年虧損了6500萬美元。雖然這時已有了汽車自動生產線有能力大規模生產汽車，但大眾運輸的便捷與鐵軌妨礙汽車的運行，使得人們沒有意願去購買及使用汽車，汽車市場在這個時候看起來似乎已經達到飽和。
全國城市幹線（National City Lines, NCL）在1920年成立，一開始只是一間位於明尼蘇達州運輸礦工和學童的小公司。1936年轉型為控股公司。NCL希望能購買那些「不再適用電車的城市」的電鐵系統，並將電車逐步置換成汽車。1938年起，NCL開始從那些希望增加巴士銷售的公司（通用汽車、凡士通輪胎、加州標準石油等）獲得的股票得到資金，並開始逐步併購全美各主要城市的電鐵系統。
1936年至1947年期間，NCL逐步控制了全美45個城市（包括紐約、費城、聖路易、鹽湖城及洛杉磯等地）的46個地面電力軌道交通系統，並逐漸採用汽車取代電車。
1947年4月9日，與NCL有關的九家企業與七名主管在加州南区联邦法院遭到起訴，理由是企圖控制全美若干運輸公司與涉嫌壟斷車輛的銷售。1948年，審判地移至伊利诺伊北区联邦法院。1949年，對於通用汽車等公司企圖控制全美國若干運輸公司的指控獲判無罪，另一方面泛世通輪胎、加州標準石油、菲利浦石油、通用汽車及麥克貨車等公司則因違反反托拉斯而被判有罪。該案曾在1951年上訴，但最後每家公司僅被罰款美金$5000元；除此之外，法官也判處通用汽車的財務主管H.C. Grossman有罪，Grossman曾在取代並拆除太平洋電鐵價值一億美元系統的太平洋城市幹線（Pacific City Lines）擔任董事的職務，罰款為象徵性的一美元。判決過後，拆除電車並以巴士取代的浪潮再起。到了1955年，全美88%的電鐵網都已經消失。

## 陰謀論

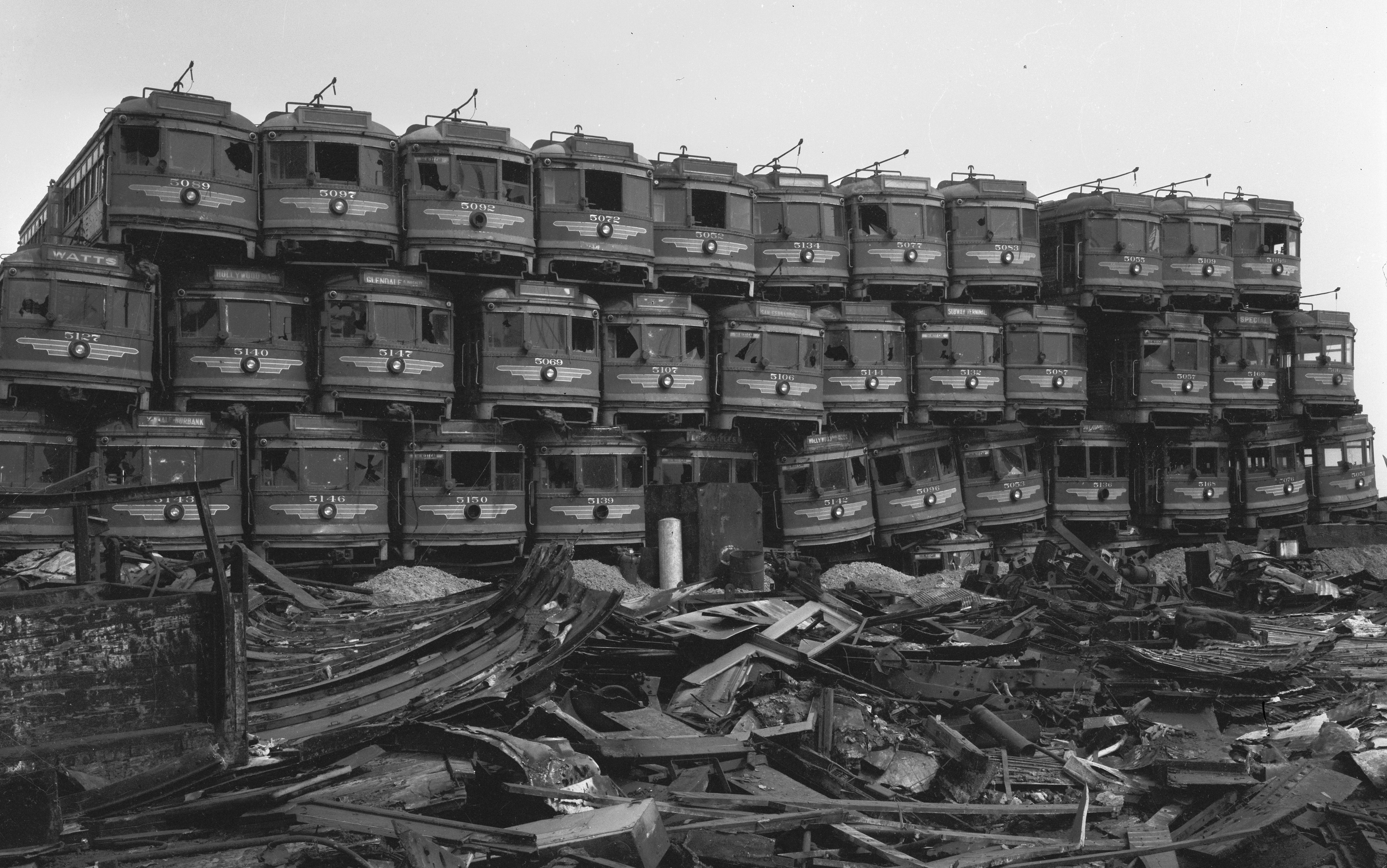
報廢的太平洋電鐵電車，1956年

1970年代兩次石油危機帶來的油價飛漲、私人汽車無限擴張所帶來的交通壅塞與環境汙染等苦果使得人們重新認識到大眾運輸的重要性，並開始反思拆除電鐵系統的必要性，許多城市開始翻新或重新引進現代化的輕軌系統，但要完全恢復從前的軌道系統預估要花上數萬億美元的代價。
通用汽車電車陰謀是由美國政府檢察官Bradford Snell所提出。1974年Snell在美國參議院公聽會上所作的證言形成今日在美國大眾文化中流行的陰謀論。
Snell認為電車系統在美國幾乎完全消失是通用汽車處心積慮秘密策劃的陰謀。Snell指控通用汽車總裁艾尔弗雷德·斯隆（Alfred P. Sloan）是這場陰謀的主要幕後黑手，他於1922年在公司內部成立了一個特別單位，目的便是要將全美的電鐵系統置換成通用汽車製造的巴士。通用汽車多年來一直是全國鐵路最大的貨主，並控制了一些全美使用最頻繁的鐵路；斯隆利用通用汽車在貨運的影響力，藉由威脅改道贏利的貨運路線給對手，迫使鐵路公司逐步將電車轉換成巴士。通用汽車同時也是全國幾家主要銀行的存款大戶，藉由扣住銀行貸款，迫使那些經營困難的電車公司乖乖就範。接著透過控股公司，通用汽車逐步控制了美國各地電車系統的經營權，這些城市包括：紐約、洛杉磯、芝加哥、費城、巴爾的摩、華盛頓、聖路易、鹽湖城、萨克拉门托、聖迭戈與奧克蘭等；然後全面拆除地面軌道、將電車汰換成通用自己生產的巴士。
在加州大規模電鐵網廢止後，州際高速公路剛好也從這個時候開始興建，因此除了通用汽車等公司外，與建設高速公路有關的龐大利益團體也被認為是共犯之一。這些利益團體在背後推波助瀾、暗中遊說政府，進而影響全國交通政策，使其偏好並有利於汽車的發展。

## 事實與迷思
全國城市幹線（National City Lines, NCL）實際上並沒有買下太平洋電鐵（紅線），而是洛杉磯的另外一個電鐵系統－洛杉磯鐵路 Los Angeles Railway（黃線）。NCL在1945年購入洛杉磯鐵路後，的確逐步將電車轉換成汽車，但逐步轉換成汽車的腳步早在洛杉磯鐵路被購併前就已經開始。
NCL雖然在1944年購入鹽湖城的電車系統，但當時鹽湖城僅存一條營運路線，而且早在1941年5月猶他運輸當局便已批准系統的廢棄。
1949年法院的報告中有提到聖路易，但是只有很少的資料可以證明聖路易電車系統的廢除與NCL有直接關係。
在1933到1976年期間，NCL曾經或暫時控制或擁有的電鐵系統只有：阿拉巴馬州的莫比爾、蒙哥馬利、加利福尼亞州的伯班克、尤里卡、弗雷斯诺、格倫代爾、萨克拉门托、英格爾伍德、長灘、聖何塞、帕薩迪納、斯托克顿、佛羅里達州的坦帕、愛荷華州的伯靈頓、達文波特、錫達拉皮茲、奧塔姆瓦、蘇城、伊利諾州的奧羅拉、布盧明頓、尚佩恩、丹維爾、東聖路易斯、迪凱特、蓋爾斯堡、喬利埃特、Kewanee、LaSalle、皮奥里亚、昆西、羅克艾蘭、密西根州的傑克遜、蘭辛、卡拉馬祖、薩吉諾、龐蒂亞克、印第安納州的南本德、特雷霍特、密西西比州的傑克遜、蒙大拿州的比尤特、大瀑布城、内布拉斯加州的林肯、俄亥俄州的坎頓、樸次茅斯、德克薩斯州的博蒙特、艾爾帕諾、休士頓、亚瑟港、威奇托福尔斯、華盛頓州的贝灵厄姆、埃弗里特、斯波坎以及威斯康星州的奧什科什；局部控制但沒有全部控制權的城市電鐵系統則有：巴爾的摩、洛杉磯、傑克遜維爾、奧克蘭、費城及聖路易。當中並沒有紐約市及克里夫蘭。
公共汽車在當時被認為是一種比電車在運用上更為靈活的交通工具，汽車取代電車在當時是一種全國性現象，即使在沒有NCL染指的城市同樣也發生這個過程。另外NCL購買母公司所生產的車輛、輪胎和汽油本來就天經地義，其中通用汽車等公司也許涉嫌壟斷車輛的銷售與零件供應，但要說陰謀抹殺全美的大眾運輸系統也言過其實。經濟大蕭條導致許多電鐵系統營運困難，使得他們在面對購併時額外脆弱、另外有軌電車路線沒有彈性，無法應付急遽擴張中的城市、以及新一代內燃機的發明、汽車越趨平價、城市往郊區發展、中產階級逐漸往市郊移動等等大環境因素，電車的衰退早在二戰之前便已經開始，只是由於戰爭期間的民間油品管制而暫時延遲頹勢；另外當時油價高昂、環境汙染、交通堵塞、停車困難等問題尚不突出，因此私家車全面取代大眾運輸工具在當時是不可逆的趨勢。通用汽車等公司的確希望增加自身產品的銷售，並朝這個方向做了若干努力，但是對於今日美國公交運輸系統的衰敗，並不負主要責任，只能說通用汽車等公司從旁間接催化了整個過程。

## 文化影響
1988年的美國電影《威探闖通關》（Who Framed Roger Rabbit）劇情影射了這項陰謀：劇中的反派Doom揭露他買下「玩具城」的電車系統「紅線」，目的就是為了合法拆除城市電鐵，並強迫大家使用他開的新高速公路。
1996年的紀錄片《Taken for a Ride》與2004年的紀錄片《The End of Suburbia》都有觸及這個話題。

## 註解
1. 1 2 3 4 5 6 7  Snell, Bradford. . 1995  [2011-01-05]. （原始内容存档于2021-04-18）.
2. 1 2 3 4 5  Lindley, Walter. . United States Court of Appeals for the Seventh Circuit. January 3, 1951  [2009-04-05]. （原始内容存档于2008-06-08）.
3. ↑  Motavalli, Jim. . San Francisco: Sierra Club Books. 2000: 273. ISBN 1578050359.
4. ↑  .   [2011-01-06]. （原始内容存档于2019-06-16）.
5. 1 2  .[]
6. ↑  Slater, Cliff.  (PDF). Transportation Quarterly: 45–66. 1997. （原始内容 (PDF)存档于2007-07-02）.